# Нава, Эмилио
Эмилио Нава (англ. Emilio Nava; род. 2 декабря 2001, Уэст-Хиллз, Калифорния) — американский профессиональный теннисист. Победитель пяти турнира ATP Challenger в одиночном разряде; и финалист двух турниров ATP Challenger в одиночном разряде.
Финалист двух юниорских турниров Большого шлема в одиночном разряде (Открытый чемпионат Австралии-2019, Открытый чемпионат США-2019); и финалист двух юниорских турниров Большого шлема в парном разряде (Открытый чемпионат США-2018, Открытый чемпионат Австралии-2019); бывшая 5-я ракетка мира в юниорском рейтинге ITF (2019).

## Биография
Родился 2 декабря 2001 года в районе Уэст-Хиллз, на западной окраине Лос-Анджелеса, в Калифорнии, в США.

## Спортивная карьера
В 2021—2025 годах стал победителем пяти турнира ATP серии «челленджер» и одного турнира ITF серии «фьючерс» в одиночном разряде.
И в 2020 году стал победителем ещё одного турнира ITF серии «фьючерс» в парном разряде.

### 2025
В конце мая 2025 года получил приглашение (wild card) в основную сетку турнира Большого шлема Открытого чемпионата Франции, где он в первом круге одиночного разряда победил занимающего 89-е место рейтинга 29-летнего нидерландца Ботика ван де Зандсхюлпа со счётом 6-2, 7-5, 7-5, но во втором круге проиграл 10-й ракетке мира датчанину Хольгеру Руне со счётом 3-6, 6-7(5), 3-6.